# پینه
پینه بخشی سخت شده از پوست دست و پا و زانو یا پیشانی انسان از که در پی کار یا ساییدگی زیاد سفت و برجسته شده باشد. پینه را در فارسی دقه، کبره، کِوره، شوغ، شغه، شغ، شوخ، و سرو نیز می‌نامند.
پینه بستن پوست برای این است که لایه‌ای پشتیبان بر روی روپوست برساخته شود و از پارگی روپوست در پی ادامه سایش‌ها پیشگیری شود.
پینه بستن پوست در پی سایش‌های پیاپی، فشار، یا دیگر برانگیختنها روی می‌دهد و از این روی بیشتر در پاها دیده می‌شود. در میان برخی از مسلمانان سایش زیاد پیشانی به هنگام سجده نیز منجر به پینه بستن پیشانی می‌شود. کارگران ساختمانی، بازسازی کنندگان ابزار جابجایی، برندگان نی در نیزارها، و نوازندگان سازهای زهی از پیشه وران هستند که پینه زدن دست‌ها در آن‌ها بسیار دیده می‌شود. سرش زخمه‌ای در نوازندگی از رویشن‌ها و حرکات پینه‌زا است. گیتاریست‌ها پینه‌ای نه چندان کلفت در نوک انگشتان می‌زنند که کمابیش دلخواه است زیرا از سوهش درد در نواختن‌های درازنا پیشگیری می‌کند.
مالش رویی پوست بسیار البته بیشتر در پوست پدیداری تاول می‌کند تا پینه. پینه‌ها بیشتر زیان‌مند نیستند ولی شاید هرازگاهی به دشخواریهای دیگر، مانند زخم پوست یا عفونت بینجامند.

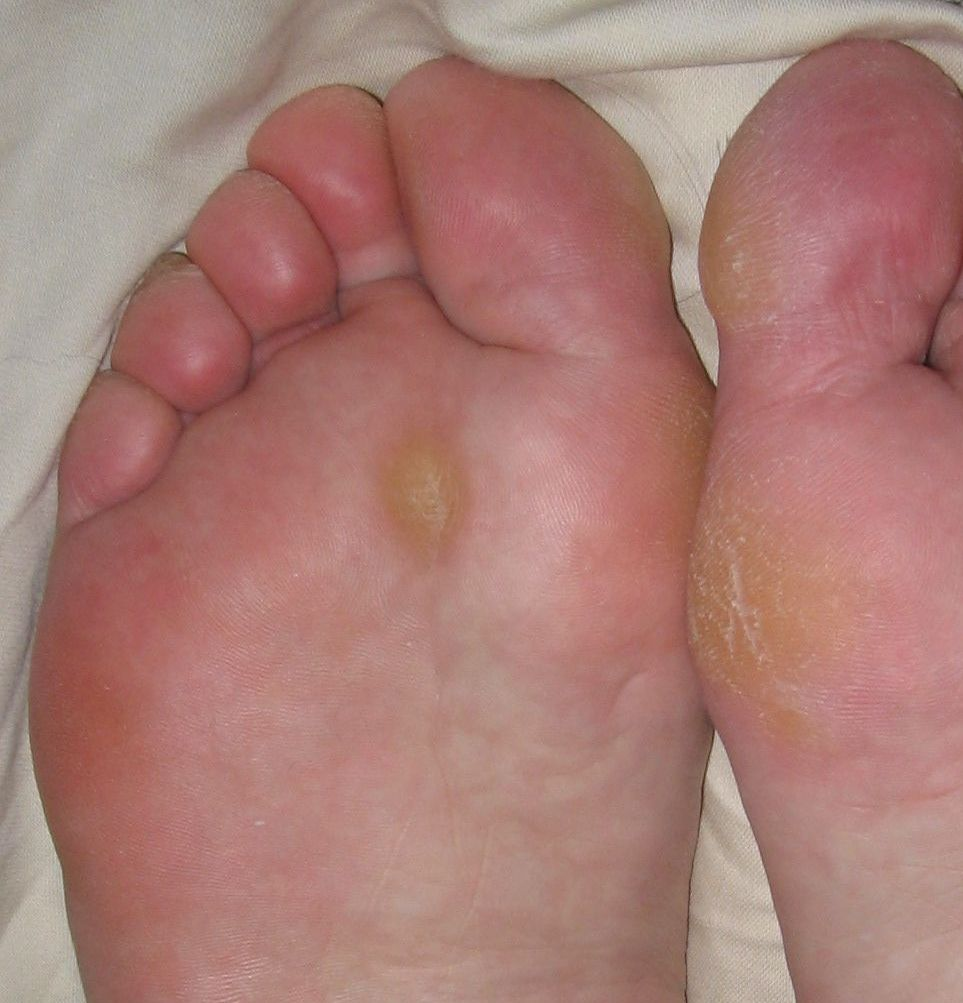
پینه در کف پای راست و سطح خارجی پای چپ

برآمدن پینه می‌تواند ژنتیکی نیز باشد. اگر استخوان‌های ویژه از اندام به گونه ژنتیکی به گونه‌ای پدیدار گشته‌اند که کار بیشتری انجام می‌دهند یک لایه کلفتتر از پوست بر روی آن‌ها پدید می‌آید.
زمانی که پینه گسترده شده و در میانه آن سلول‌های مرده پوست انباشتگی می‌کنند، دگرگشت به میخچه می‌شود.

## درمان
پینه‌ها ممکن است خود به مرور زمان رفع شوند. پینه‌ها را می‌توان با سنگ پا یا سوهان از پوست زدود. پدیکوریست‌ها پینه‌ها را به صورت چاک چاک می‌بُرند و سپس تکه‌های آن را به روش حرفه‌ای از پوست برمی‌دارند.
پینه‌ها را می‌شود هم‌چنین با عوامل تجزیه‌کننده بافت‌های شاخی (عوامل کراتولیتیک) که حاوی اسید سالیسیلیک هستند از میان برداشت.

استفاده از تیغ پینه؛ قبلاً از کرم کف پا استفاده شده